# You Know I'm No Good
You Know I'm No Good (en català: «Saps que no sóc bona») és el segon senzill de l'àlbum Back To Black de la cantant britànica Amy Winehouse. La cançó va ser estrenada el 5 de gener del 2007 a Irlanda, el 8 de gener del mateix any al Regne Unit i al febrer del 2008 a Llatinoamèrica i als Estats Units. La cançó va ser escrita per Amy Winehouse i produïda per Mark Ronson.
D'acord al sistema d'informació de vendes Nielsen SoundScan, fins al dissabte 23 de juliol de 2011, You Know I'm No Good va tenir al voltant de 729 mil descàrregues als Estats Units. Així mateix, d'acord a la revista de música Billboard, l'any 2008, el senzill va arribar a la posició 77 del seu rànquing Billboard Hot 100, el més important de radiodifusió i venda de cançons del país, on es va convertir en el primer senzill d'Amy Winehouse que va figurar en la llista.
Arctic Monkeys van interpretar aquesta cançó al Live Lounge de Jo Whiley de la BBC Radio 1 en la seva segona aparició en el programa, juntament amb el seus senzills del moment, Brianstorm. You Know I'm No Good va ser utilitzat en els anuncis de televisió de drama de l'AMC Mad Men, així com en l'obertura del programa de l'ITV Secret Diary of a Call Girl.

## Recepció
La reacció de la crítica al senzill va ser positiva. Per a la setmana del 16 de gener de 2007, la pista va ser triada com el senzill de la setmana a l'iTunes Store als Estats Units com a descàrrega gratuïta. Newsweek també va triar la cançó com la seva pick de la setmana el 15 de gener del mateix any. Billboard va trobar que la cançó "en la forma original-no podia ser millor"; no obstant això, va reconèixer que el remix amb Ghostface Killah afegia una "discordança feroç, un bombardeig iònic en la part del mig". La revista People va qualificar la cançó de "memorable a l'instant."

## Comercial
Winehouse no va tenir cap èxit als Estats Units, ja que el seu àlbum debut, Frank no s'hi va estrenar fins al novembre de 2007. En el Billboard Hot 100, You Know I'm No Good, va debutar en el número 91, per sobre de Rehab, que va debutar en la llista de la mateixa setmana. El senzill va arribar a l'UK Singles Chart en el número 18 a la setmana que va finalitzar el 14 de gener de 2007, en una setmana excel·lent per Winehouse, en què Back to Black va tornar a aconseguir el cim al Regne Unit, el seu anterior senzill Rehab va tornar a entrar en la llista en la posició 20, i Frank va tornar a entrar en les llistes del Regne Unit en el número 62, tres anys després del seu primer llançament. Fins avui, el senzill, que es va mantenir en un total d'11 setmanes consecutives en l'UK Singles Chart, ha venut 53,272 mil còpies en el Regne Unit. Després de la seva mort, la cançó va tornar a entrar a l'UK Singles Chart en el lloc 37.

## Video musical
El video va ser dirigit per Phil Griffin, qui ja havia dirigit l'anterior senzill d'Amy, Rehab. El video mostra a Amy, asseguda bevent un glop, mentre un home (pel que sembla el seu marit) li mostra unes fotos. Després, es descobreix que l'Amy li era infidel a la seva parella, fent al·lusió al títol: Tu saps que no sóc bona.

## Posicionaments en rànquings
| Llista (2007–2011)           | Millor Posició |
| ---------------------------- | -------------- |
| Australian Singles Chart     | 89             |
| Austrian Singles Chart       | 50             |
| Belgian Tip Chart (Flanders) | 2              |
| Belgian Tip Chart (Wallonia) | 19             |
| Canadian Hot 100             | 54             |
| Danish Singles Chart         | 23             |
| Dutch Single Top 100         | 27             |
| European Hot 100 Singles     | 47             |
| French Singles Chart         | 17             |
| German Singles Chart         | 71             |
| Irish Singles Chart          | 39             |
| Norwegian Singles Chart      | 12             |
| Romanian Top 100             | 39             |
| Slovak Airplay Chart         | 29             |
| Spanish Singles Chart        | 48             |
| Swiss Singles Chart          | 7              |
| UK Singles Chart             | 18             |
| U.S. Billboard Hot 100       | 77             |
| U.S. Hot R&B/Hip-Hop Songs   | 87             |
| U.S. Pop 100                 | 58             |

### Certificacions
| País        |       |
| ----------- | ----- |
| Switzerland | Platí |